# جوریم
جوریم یکی از روستاهای استان آذربایجان شرقی است که در دهستان اوجان شرقی بخش تیکمه‌داش شهرستان بستان‌آباد واقع شده‌است.
مطابق سرشماری سال ۱۳۸۵ این روستا ۸۸ نفر (۱۸ خانوار) جمعیت داشته‌است.
درفصل بهار وتابستان برخی از اهالی که به شهر تبریز یاجاهای دیگر کوچ کرده‌اند بر می گردند.
اسم این روستا بنابر گفته ریش سفیدان محل به معنای جایی که علوفه و.... در آن سبز می‌شود،می باشد.